# Уильямс Рэнсом, Кэролайн
Кэролайн Уильямс урожд. Рэнсом (англ. Caroline Ransom Williams; 24 февраля 1872 — 1 февраля 1952) — египтолог и классический археолог.
Первая женщина-американка, получившая профессиональное образование египтолога. Активно работала с Метрополитен-музеем искусств (ММА) в Нью-Йорке и другими крупными учреждениями с египетскими коллекциями, опубликовала работы Исследования античной мебели (англ. Studies in ancient furniture) (1905), Гробница Пернеба (англ. The Tomb of Perneb) (1916) и Художественное оформление гробницы Пернеба: Техника и цветовые решения (англ. The Decoration of the Tomb of Perneb: The Technique and the Color Conventions) (1932) и другие.

## Юность и образование
Кэролайн Луиза Рэнсом родилась 24 февраля 1872 года в семье Джона и Эллы Рэндольф Рэнсом, состоятельных методистов из Толидо. Рэнсом училась в колледже Лейк Эри и колледже Маунт Холиок, где в 1896 году получила степень бакалавра, состояла в Обществе Phi Beta Kappa.
Её тетя, Луиза Фиц Рэндольф, преподавала археологию и историю искусств в колледже Маунт Холиок и оказала сильное влияние на племянницу. После окончания колледжа Кэролайн сопровождала свою тетю в Европу и Египет.
В 1898 году она присоединилась к недавно созданной программе обучения египтологии в Чикагском университете. Это была первая программа такого рода в Соединённых Штатах, и Кэролайн была первой женщиной на курсе. В 1900 году она получила степень магистра искусств по классической археологии и египтологии. Директор Восточного института в Чикаго Джеймс Генри Брэстед был наставником и другом. Их письма хранятся в архиве Восточного института.
Кэролайн воодушевилась образованием за рубежом. Она проводила время в Афинах, присутствовав на лекциях в Американской школе классических исследований и посещая Национальный археологический музей. Она отправилась в Германию, где с 1900 по 1903 год училась в Берлинском университете у Адольфа Эрмана. В 1903 году она стала ассистентом в египетском отделе Берлинского музея.
Вернувшись в Чикаго, она написала докторскую диссертацию под руководством Брэстеда. В 1905 году получила докторскую степень по египтологии, став первой американской женщиной c ученой степенью в этой области. Её диссертация была опубликована в 1905 году издательством Чикагского университета под названием «Исследования античной мебели: кушетки и кровати греков, этрусков и римлян» (англ. Studies in ancient furniture: Couches and beds of the Greeks, Etruscans, and Romans). Она была высоко оценена за «тщательность и здравый смысл» работы, и за её способность привлечь внимание и студентов, и обычных читателей.

## Карьера
С 1905 по 1910 год Кэролайн была ассистентом профессора археологии и искусства в колледже Брин-Мар в Пенсильвании, затем стала заведующей кафедрой. Она также входила в состав Управляющего комитета Американской школы классических исследований в Афинах. В 1909 году она стала первой женщиной — членом-корреспондентом Германского археологического института, основанного в 1898 году. Она состояла в Германском восточном обществе. В 1909—1910 годах она была вице-президентом пенсильванского отделения Археологического института Америки.
В 1910 году она стала помощником куратора в недавно созданном отделе египетского искусства Метрополитен-музея (ММА) в Нью-Йорке под руководством Альберта Литго.С 1910 по 1916 год она работала с экспонатами в коллекциях, став соавтором справочника египетской коллекции музея (1911). В 1912 году Кэролайн получила почетную докторскую степень в Маунт-Холиокском колледже по случаю его 75-летия.

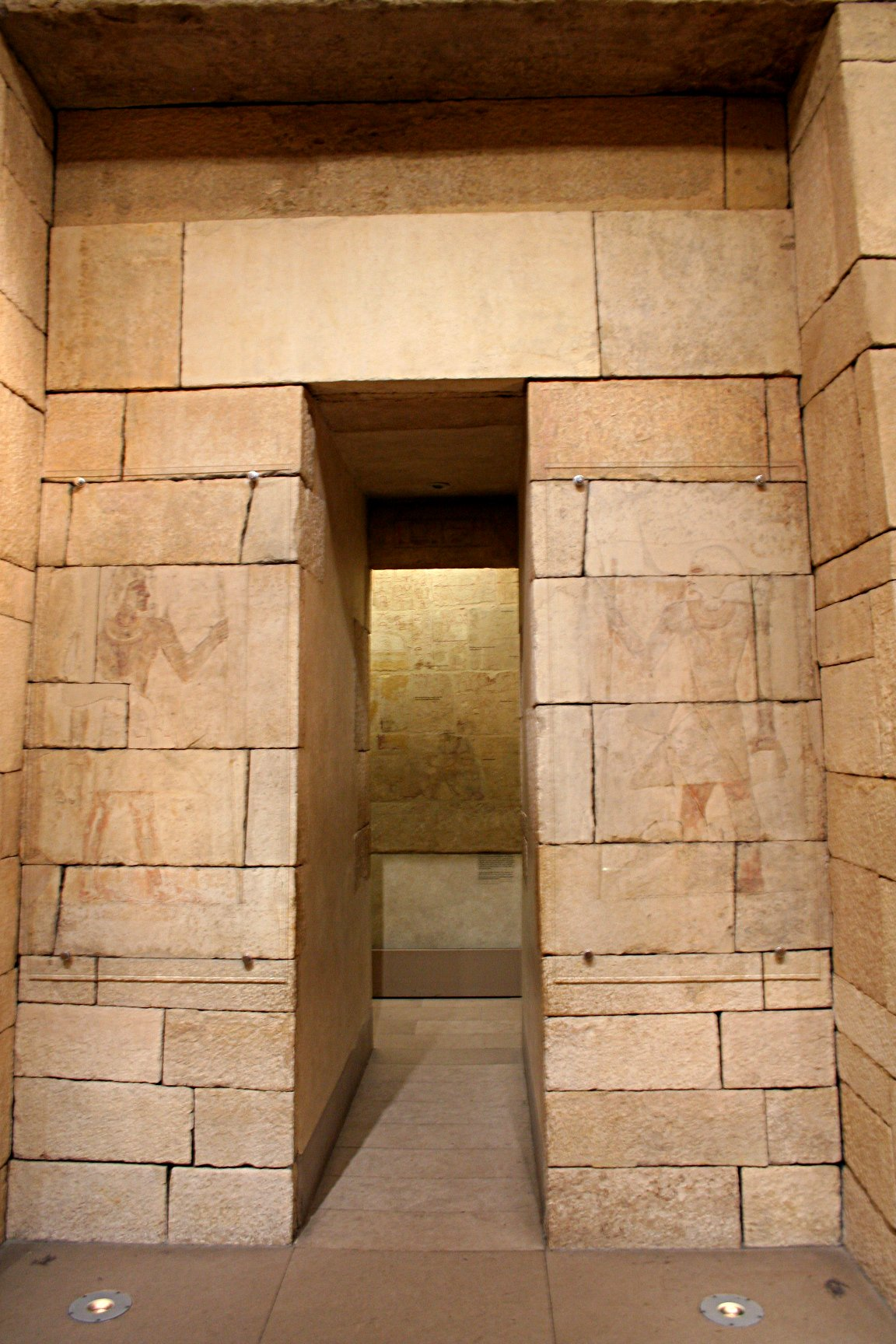
Вход в гробницу Пернеба (ММА, Нью-Йорк)

Между 1913 и 1916 годами Гробница Пернеба была перенесена из Египта и реконструирована в Музее Метрополитен. Кэролайн руководила управлением и планированием приема и установки фрагментов гробницы, открытием выставки. Реконструкция гробницы заняла три года. Экспозиция открылась для публики в 1916 году. Открытие сопровождалось публикацией 80-страничной брошюры «Гробница Пернеба» (англ. The Tomb of Perneb), написанной в соавторстве с Литго.
В 1916 году Рэнсом вышла замуж за Гранта Уильямса, застройщика из Толидо, и вернулась туда жить. У них не было детей, но семейные обязанности перед мужем и пожилой матерью ограничивали возможности Кэролайн брать на себя серьёзные профессиональные обязательства. Она продолжала сотрудничать с Метрополитен-музеем и Нью-Йоркским историческим обществом, посещая Нью-Йорк несколько раз в год.

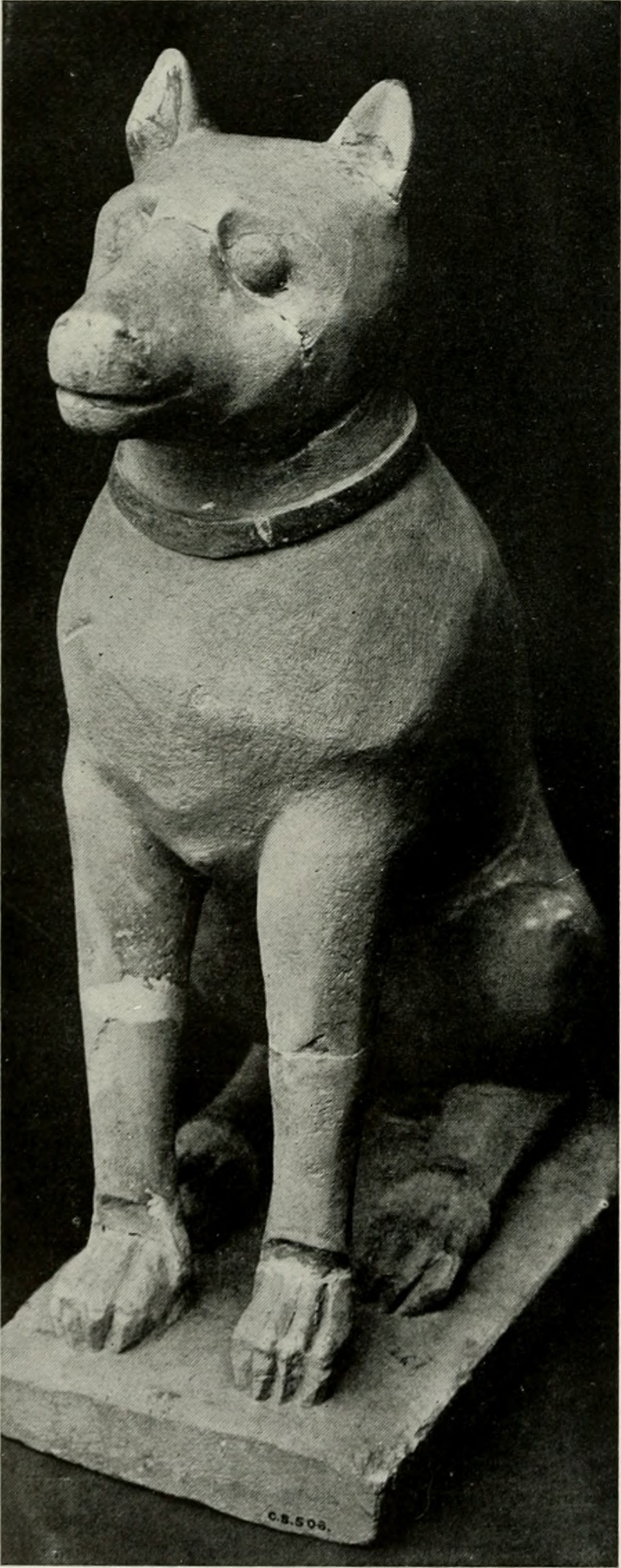
Прямоухая гончая с Кипра; 300—400 до н. э. (ММА)

Зимой 1916—1917 г. она каталогизировала египетские коллекции Художественного музея Кливленда и Института искусств Миннеаполиса. В 1918 году она каталогизировала египетские фонды Детройтского института искусств и Музея искусств Толидо, с 1917 по 1924 год была куратором египетских фондов Нью-Йоркского исторического общества, каталогизируя коллекцию египетских древностей Эбботта.
Она неоднократно отказывалась от предложений, которые потребовали бы переезда в Чикаго, Нью-Йорк или Египет. В ряде случаев, особенно в случае с медицинским папирусом Эдвина Смита, она отказалась от потенциально престижной работы. «Папирус, вероятно, самый ценный из всех, которые принадлежат Обществу, и я готова отказаться от своего интереса к нему в надежде, что он будет опубликован раньше и лучше, чем я могла бы это сделать» — цитата из письма Брэстеду 22 ноября 1920 г.
В 1926—1927 гг. Кэролайн принимала участие в эпиграфическом исследовании надписей в Луксоре. Она была одним из четырёх эпиграфистов в штате, другими были Уильям Ф. Эджертон, Джон А. Уилсон и директор сайта Гарольд Х. Нельсон. Она работала над погребальным храмом Рамсеса III в Мединет-абу. В докладе Восточного института Брэстед выразил свою «глубокую признательность за то, что доктор Уильямс проработала целый сезон из чистого интереса к проекту и почти без вознаграждения».
В 1927—1928 гг. она была первым лектором по египетскому искусству и археологии в Мичиганском университете. В 1929 году она стала президентом и первой женщиной-офицером средне-западного отделения Американского восточного общества.
В 1932 году была опубликована её книга «Художественное оформление гробницы Пернеба: Техника и цветовые решения» (англ. The Decoration of the Tomb of Perneb. The Technique and the Color Conventions) - исследование гробницы Пернеба, которая была перенесена из Египта и реконструирована в Музее Метрополитен между 1913 и 1916 годами.
В 1935 года она работала в Институте искусств Миннеаполиса, чтобы каталогизировать их коллекцию Drexel, вернулась в Египет в 1935-36 годах для работы с текстами Саркофагов в Египетском музее в Каире. В 1937 году она получила почетную степень в Университете Толидо.
Грант Уильямс умер 24 декабря 1942 года после продолжительной болезни. Кэролайн Рэнсом Уильямс умерла 1 февраля 1952 года после непродолжительной болезни, и захоронена на кладбище Вудлоун в Толидо.

## Публикации
- Исследования античной мебели: кушетки и кровати греков, этрусков и римлян. Издательство Чикагского университета, 1905, Чикаго.
- Справочное пособие по египетским комнатам. Метрополитен-музей, 1911, Нью-Йорк.
- Стела Менту-Везер. Метрополитен-музей, 1913, Нью-Йорк.
- Гробница Пернеба. В соавторстве с Альбертом М. Литгоу. Метрополитен-музей, 1916, Нью-Йорк.
- Каталог египетских древностей Нью-Йоркского исторического общества, номера 1-160. Золотые и серебряные украшения и связанные с ними предметы. Нью-Йоркское Историческое Общество, 1924, Нью-Йорк.
- Художественное оформление гробницы Пернеба: Техника и цветовые решения. Метрополитен-музей, 1932, Нью-Йорк.